# Bravos de Magdalena
Los Bravos de Magdalena fue un equipo de béisbol que compitió en la Liga Norte de Sonora y que tuvo como sede la ciudad de Magdalena de Kino, Sonora, México.

## Historia
Fue fundado en diciembre de 2013 y su sede fue el estadio Tomás Oroz Gaytán de Ciudad Obregón. Se fundó inicialmente con el nombre de "Bravos de Cajeme".
Recién terminado el primer mes de temporada, la directiva de Bravos anunció el cambio de sede del club del municipio de Cajeme hacia el municipio de Santa Ana. Empresarios santanenses llegaron al rescate y lograron salvar la franquicia que estuvo al borde de la desaparición.
Como "Bravos de Santa Ana" solo participaron del 1 al 15 de mayo de 2014, siendo este último día el definitivo para que la franquicia cambiara de nueva cuenta de sede, esta vez a la ciudad de Magdalena. Es el segundo cambio de plaza en la misma temporada (de Cajeme a Santa Ana y de Santa Ana a Magdalena). La noticia se hizo oficial en la página de la liga el 16 de mayo de 2014.
Es así como nacen los "Bravos de Magdalena". La franquicia es diferente a la clásica de Membrilleros de Magdalena, equipo que es el más ganador de la Liga Norte de Sonora. Cuenta con 10 campeonatos.

## Desaparición
Después de deambular de ciudad en ciudad por Sonora dentro de la LNS, el club "Bravos" no fue apoyado por ningún Ayuntamiento de las ciudades a las que se mudó. 
El último encuentro de su historia lo tuvo en contra de los Rojos de Caborca el día jueves 29 de mayo de 2014, en el cual los Bravos cayeron 11 X 3 en el Estadio "Padre Kino". Un día después no se presentaron a la siguiente serie y de esta manera terminó la corta y atropellada historia de este club.

### Roster
Por definir.